# 十勝バス
十勝バス株式会社（とかちバス）は、北海道帯広市に本社を置き、バス事業などを行う企業。
帯広市を基点に市内や近郊への路線バス、とかち帯広空港への連絡バス、札幌市や旭川市への都市間バス、貸切バスの運行などを行う。

## 概要
滋賀県彦根町（現：彦根市）から帯広町（当時）に移住してきた創業者が雑貨屋を始めた後、十勝毎日新聞専属の紙問屋を営み、その資材でバス事業を興したのが前身の十勝自動車創業のきっかけとされる。その後戦時統合等を経て1955年に現在の十勝バスに改称した。
一時期は乗客減少により倒産寸前まで追い込まれていたが、時刻表を配布するなどして経営の改善に取り組み、2011年度は40年ぶりに増収に転じた。なお、このエピソードは吉田理宏『黄色いバスの奇跡 十勝バスの再生物語』（ISBN 978-4-8628-0388-7）として書籍化されており、TEAM NACSの森崎博之主演で「KACHI BUS」としてミュージカル化されている。
2020年には、「徹底した利用者目線で経営再建を果たし「地域の足」を守る」功績により第74回北海道新聞文化賞を受賞した。

## 沿革
- 1916年（大正5年） 十勝自動車として設立。
- 1944年（昭和19年） 北海道における旅客自動車運輸事業統合要綱（いわゆる戦時統合）に伴い、帯広乗合自動車となる。
- 1952年（昭和27年） 北海道拓殖鉄道と新設の道東バスに、それぞれ一部路線を譲渡。
- 1955年（昭和30年） 十勝バスに社名変更。
- 1970年（昭和45年）4月1日 東北海道貸切バス事業協同組合発足、加盟。
- 1971年（昭和46年） 道東バスを合併。
- 1987年（昭和62年） 国鉄広尾線、士幌線の代替輸送開始（既存並行路線の拡充）。
- 1999年（平成11年）1月18日 北海道旅客鉄道自動車事業部（現ジェイ・アール北海道バス）帯広営業所廃止の際に一部路線を引き継ぐ。
- 2006年（平成18年） 北海道ちほく高原鉄道の代替輸送開始（既存2路線を統合の上、足寄土木現業所 - 陸別間を延長）。陸別町への乗り入れ再開。
- 2007年（平成19年）4月1日 浦幌営業所廃止。
- 2016年（平成28年）9月27日　ヤマト運輸と他バス会社と共に、「客貨混載」を開始。十勝バスでは「帯広陸別線」にて開始[7]。
- 2020年（令和2年）4月8日　多くの路線バスで車内での運賃支払いにバーコード決済PayPayが使用可能となる[8]。
- 2020年（令和2年）11月27日　車内での運賃支払いにバーコード決済d払い、au Payなどを導入開始[9]。

## 事業所
すべて北海道に所在
本社、帯広営業所
帯広市西23条北1丁目1-1
広尾営業所
広尾郡広尾町白樺通北1丁目3-7
千歳営業所
千歳市豊里2丁目9
帯広駅バスターミナル案内所
帯広市西2条南12丁目4-2 帯広駅バスターミナル内
とかち帯広空港案内所
帯広市泉町西9線中8-41 帯広空港ターミナルビル内
中札内案内所
河西郡中札内村大通南3丁目12
更別案内所
河西郡更別村字更別南1線91 更別街なか交流館ma・na・ca内
2015年（平成27年）11月9日、更別南2線19より移転。
忠類案内所
中川郡幕別町忠類白銀町175
大樹案内所
広尾郡大樹町西本通98 大樹町経済センター（道の駅コスモール大樹）内
広尾待合所
広尾郡広尾町丸山通北2丁目（旧・広尾駅跡地）
ぬかびら源泉郷案内所
河東郡上士幌町ぬかびら源泉郷
池田案内所
中川郡池田町大通2丁目16 ディスカウント鈴木内
本別案内所
中川郡本別町北3丁目1 道の駅ステラ★ほんべつ（旧・本別駅）内
足寄案内所
足寄郡足寄町北1条1丁目 道の駅あしょろ銀河ホール21（旧・足寄駅）内
陸別案内所
足寄郡陸別町字陸別原野基線69-1 道の駅オーロラタウン93りくべつ（旧・陸別駅）内
介護事業所　十勝バス介護サービスセンター
帯広市西14条南32丁目2-13
廃止事業所
東3条営業所（1981年（昭和56年）11月廃止）、東10条営業所（1981年（昭和56年）11月廃止）、上士幌営業所、足寄営業所、新得営業所、茂岩営業所、芽室営業所（1983年（昭和58年）廃止）、浦幌営業所、にくや大空、アフタースクールかちばす

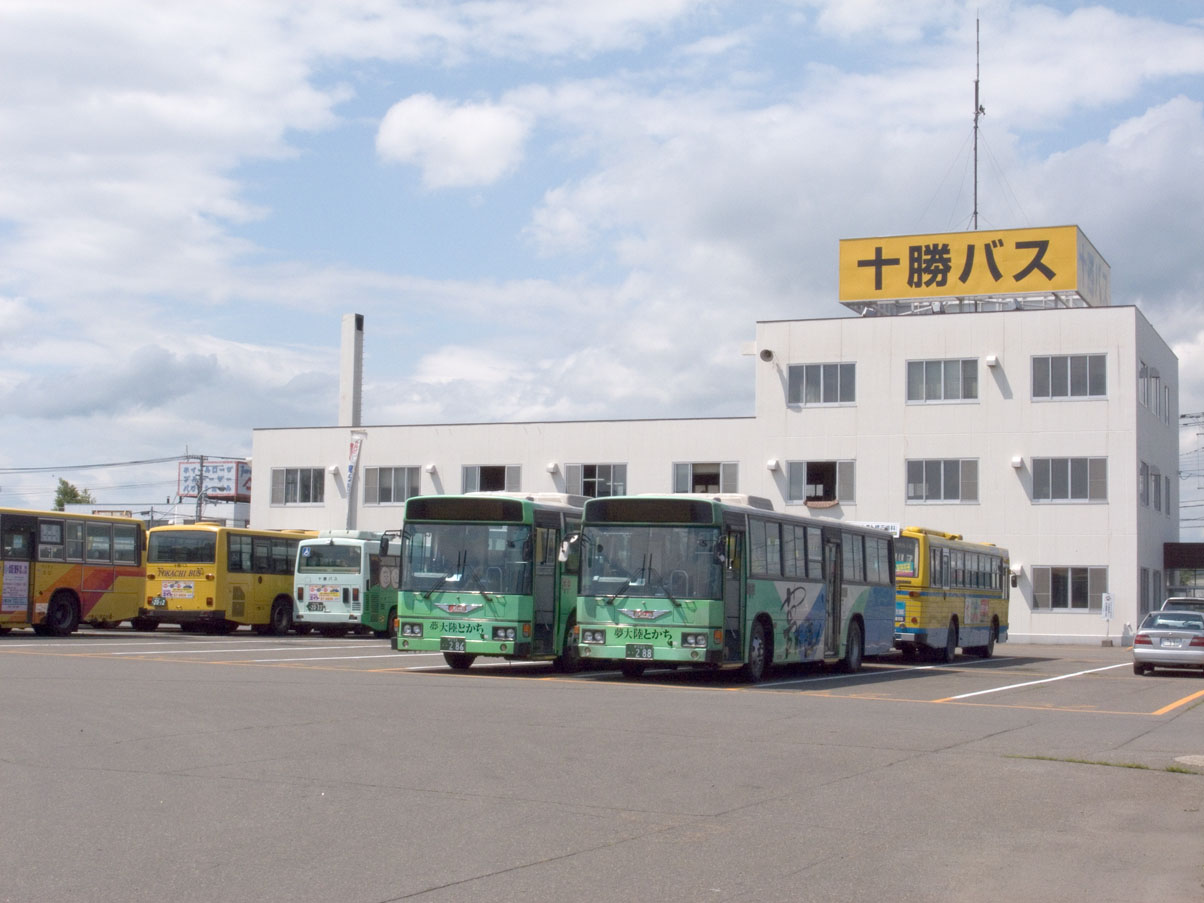
本社
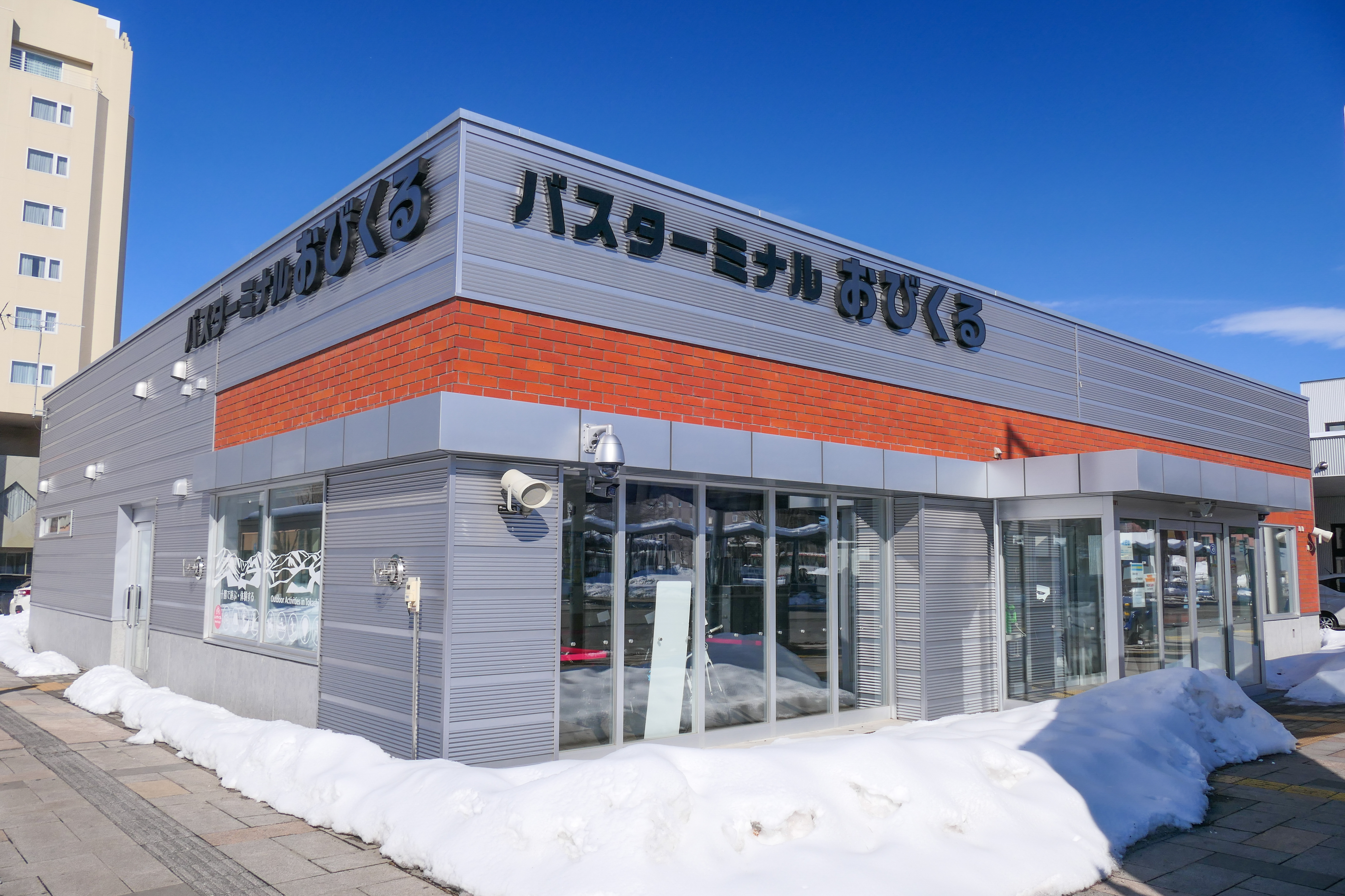
帯広駅バスターミナル案内所
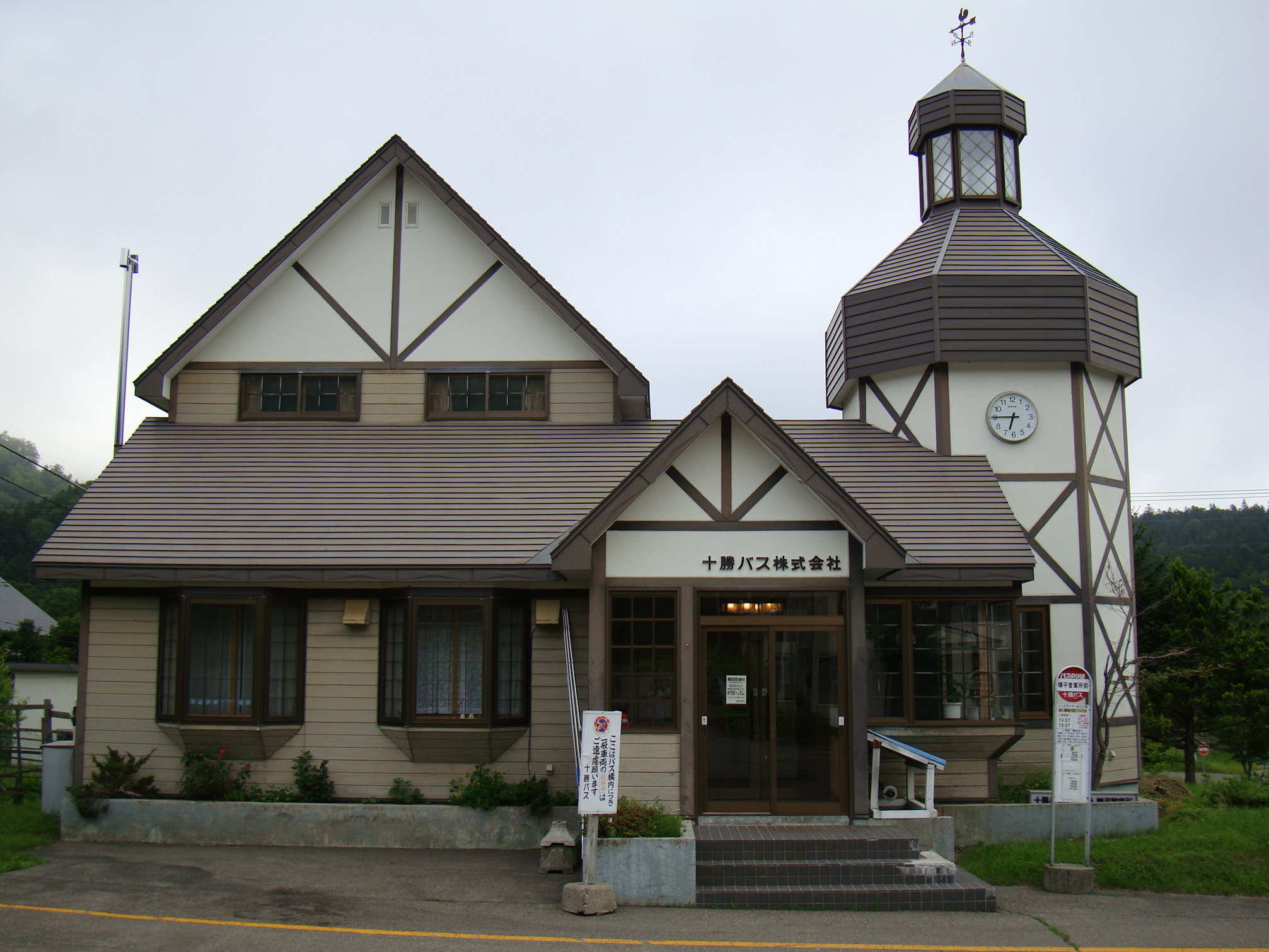
ぬかびら源泉郷案内所
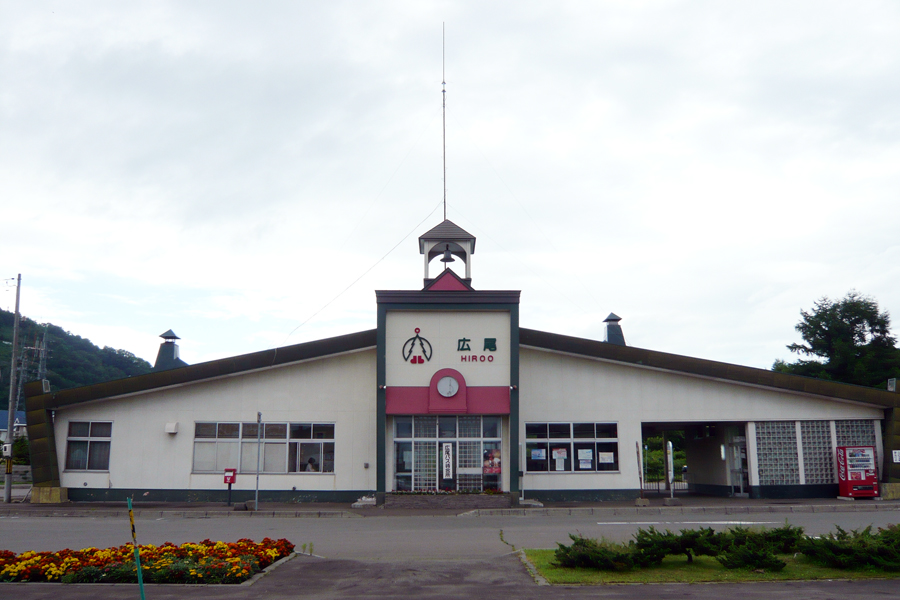
建て替え前の広尾待合所（旧・広尾駅）
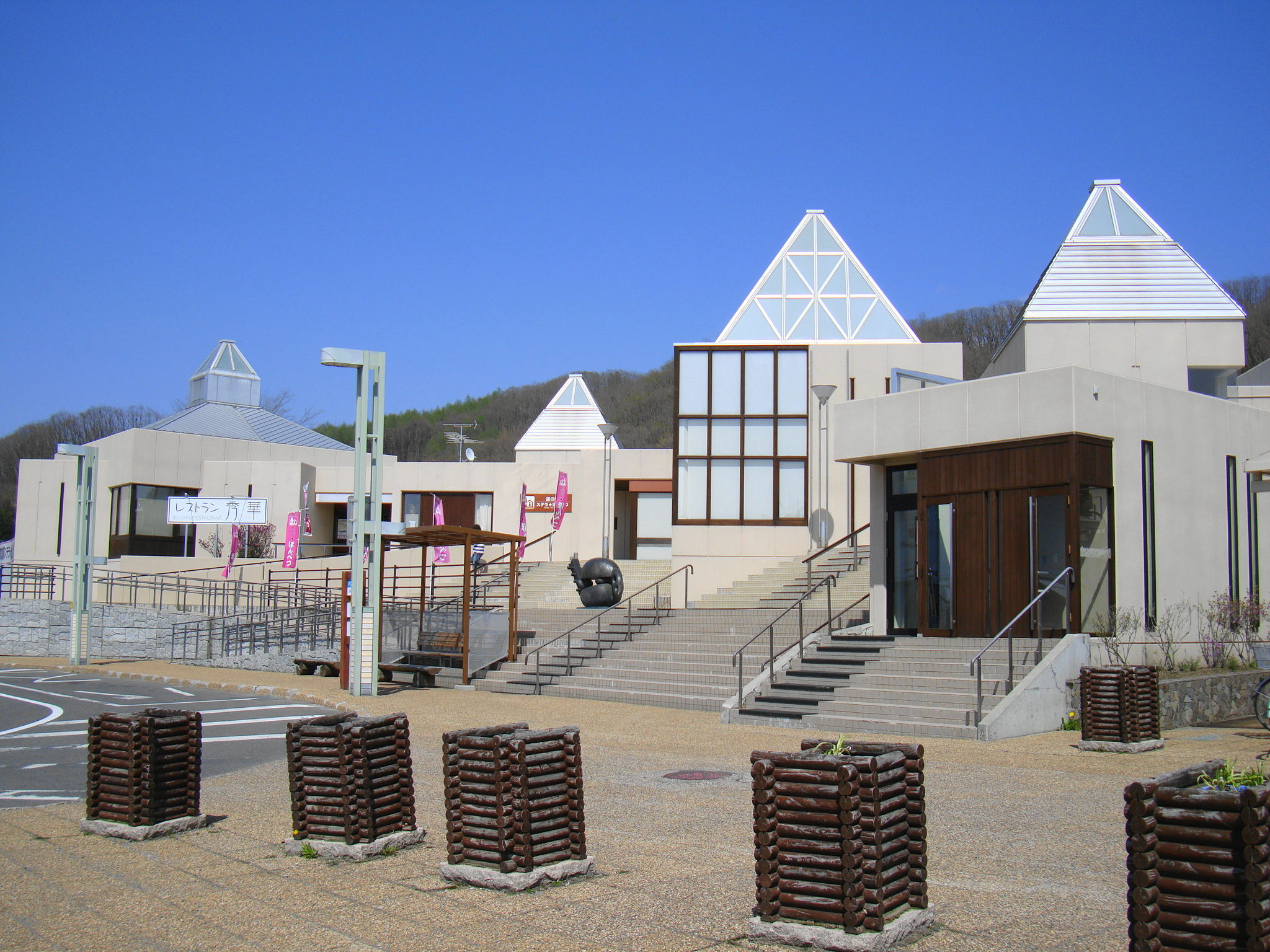
本別案内所（道の駅ステラ★ほんべつ）
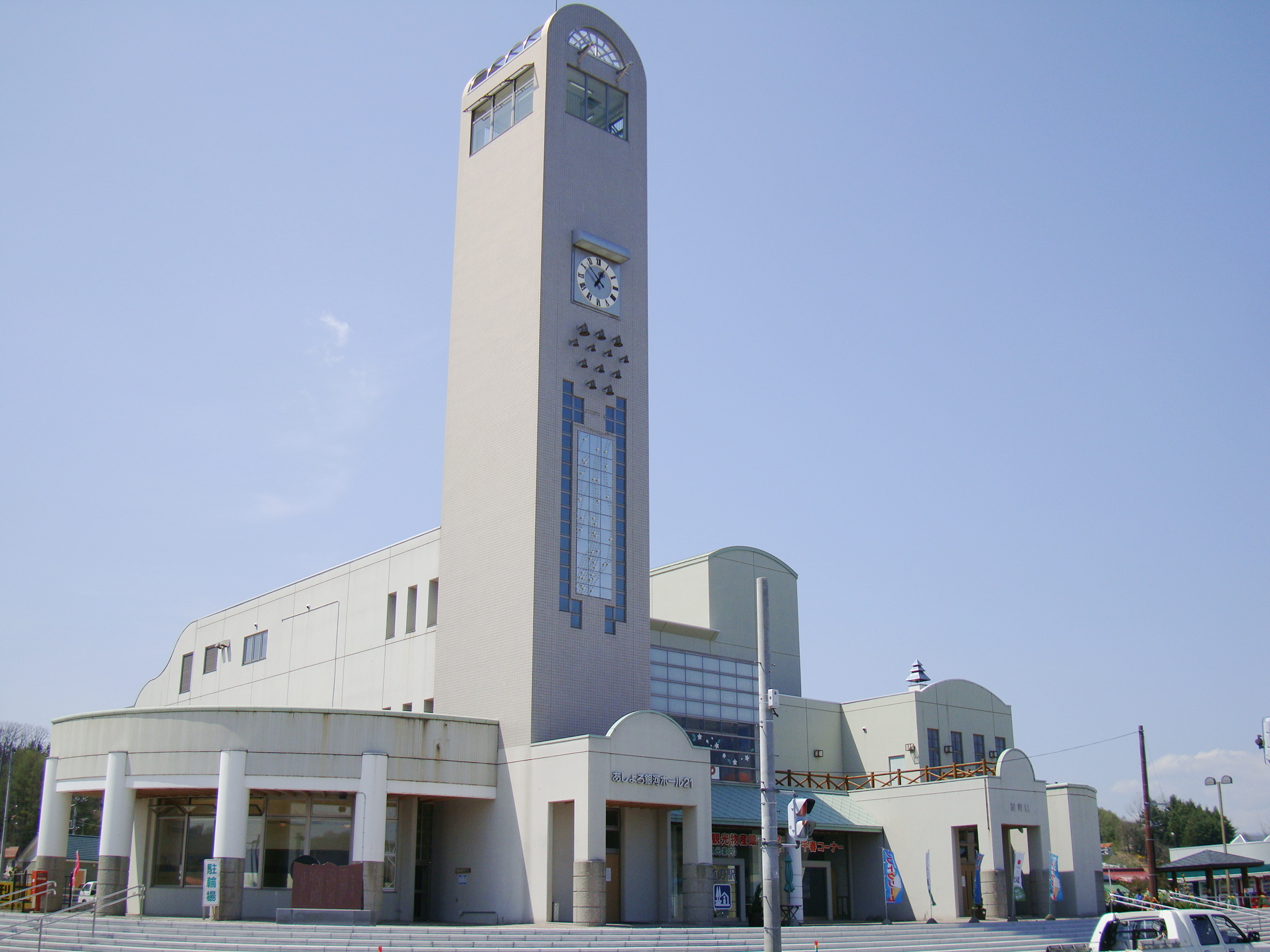
足寄案内所（道の駅足寄銀河ホール21）
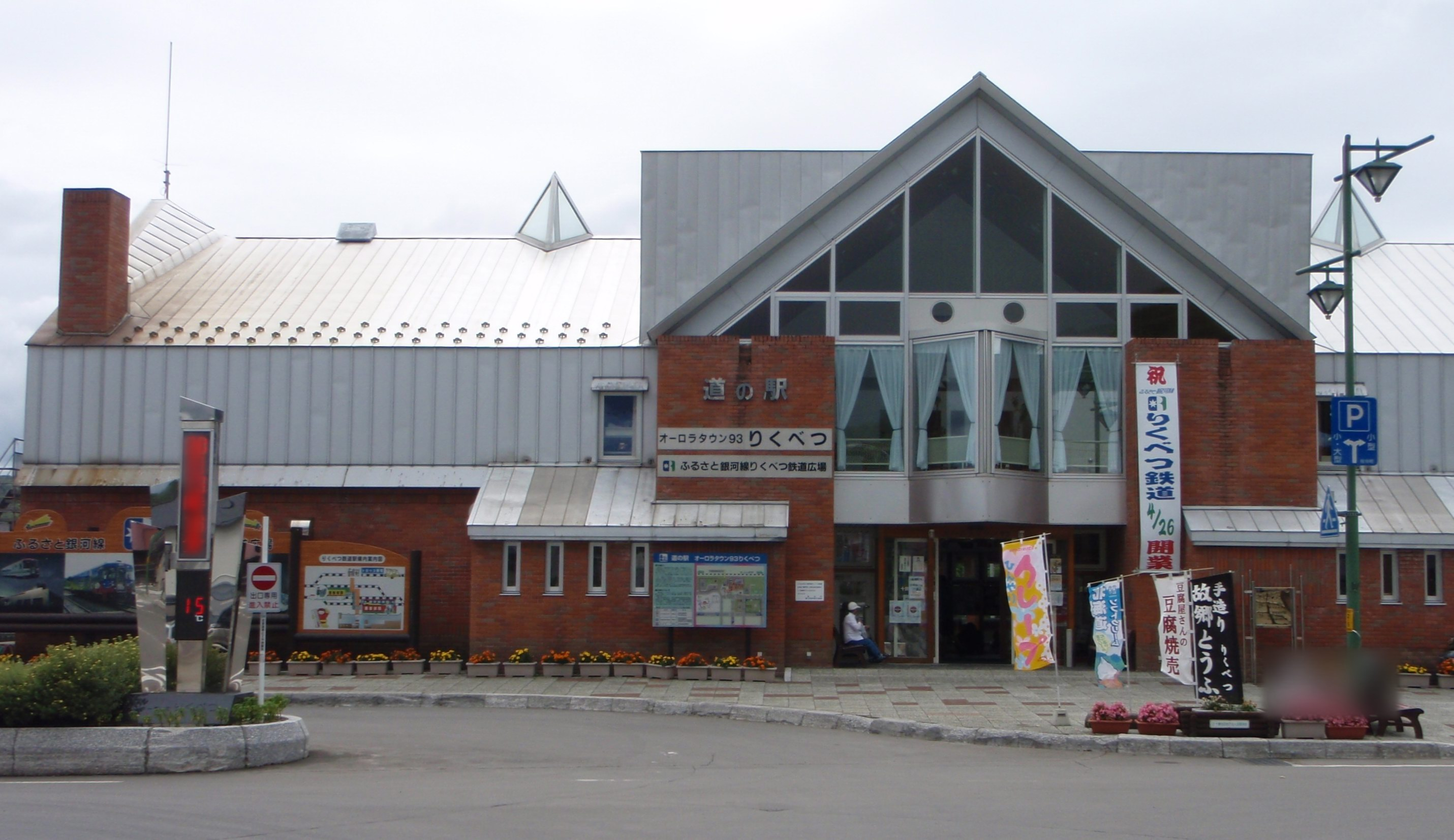
陸別案内所（道の駅オーロラタウン93りくべつ）
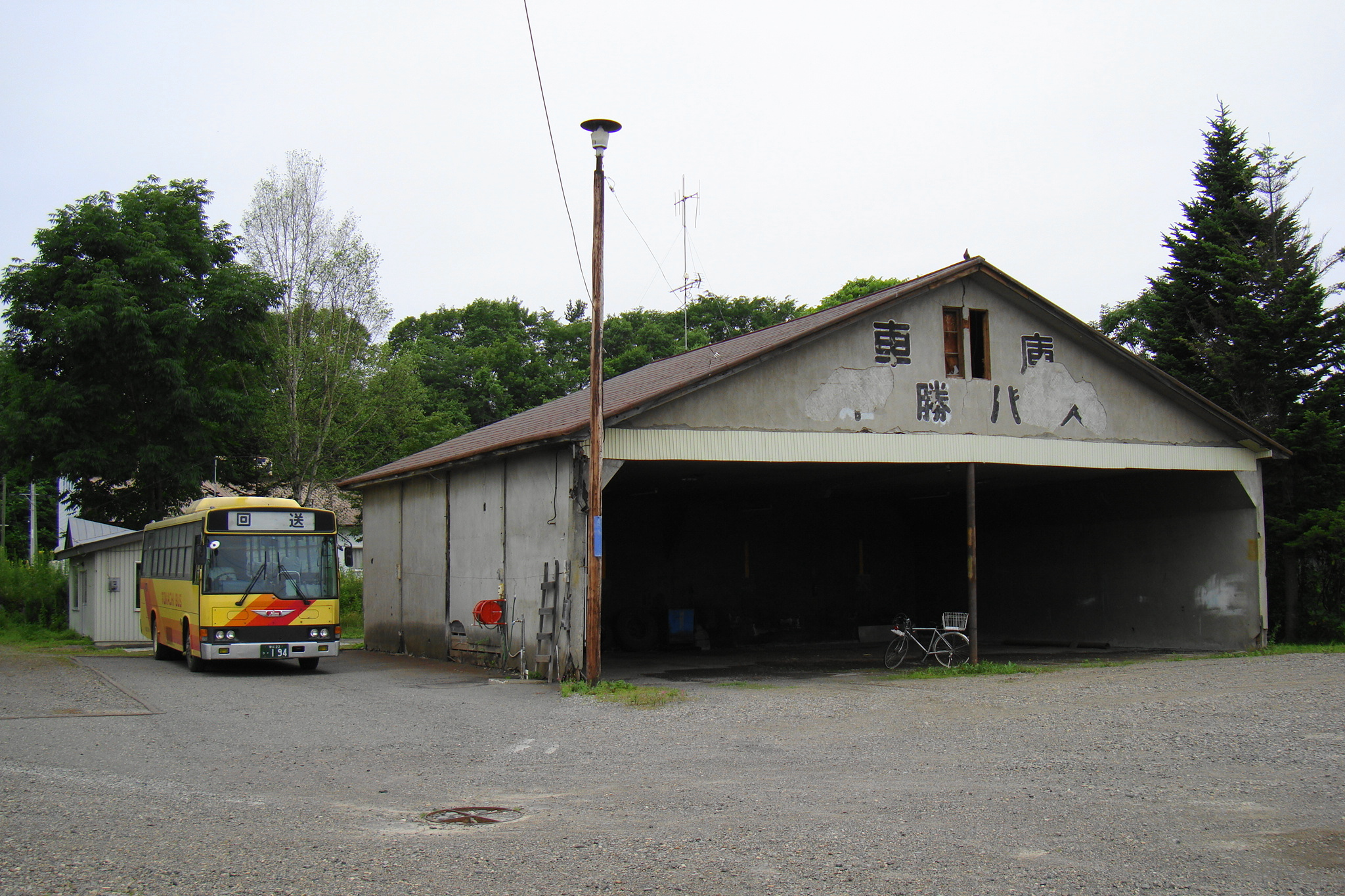
足寄営業所（廃止）

## 路線バス
本社：十勝バス本社、帯広駅前：帯広駅バスターミナル

### 都市間バス、空港連絡バス

#### ポテトライナー（帯広 - 札幌）

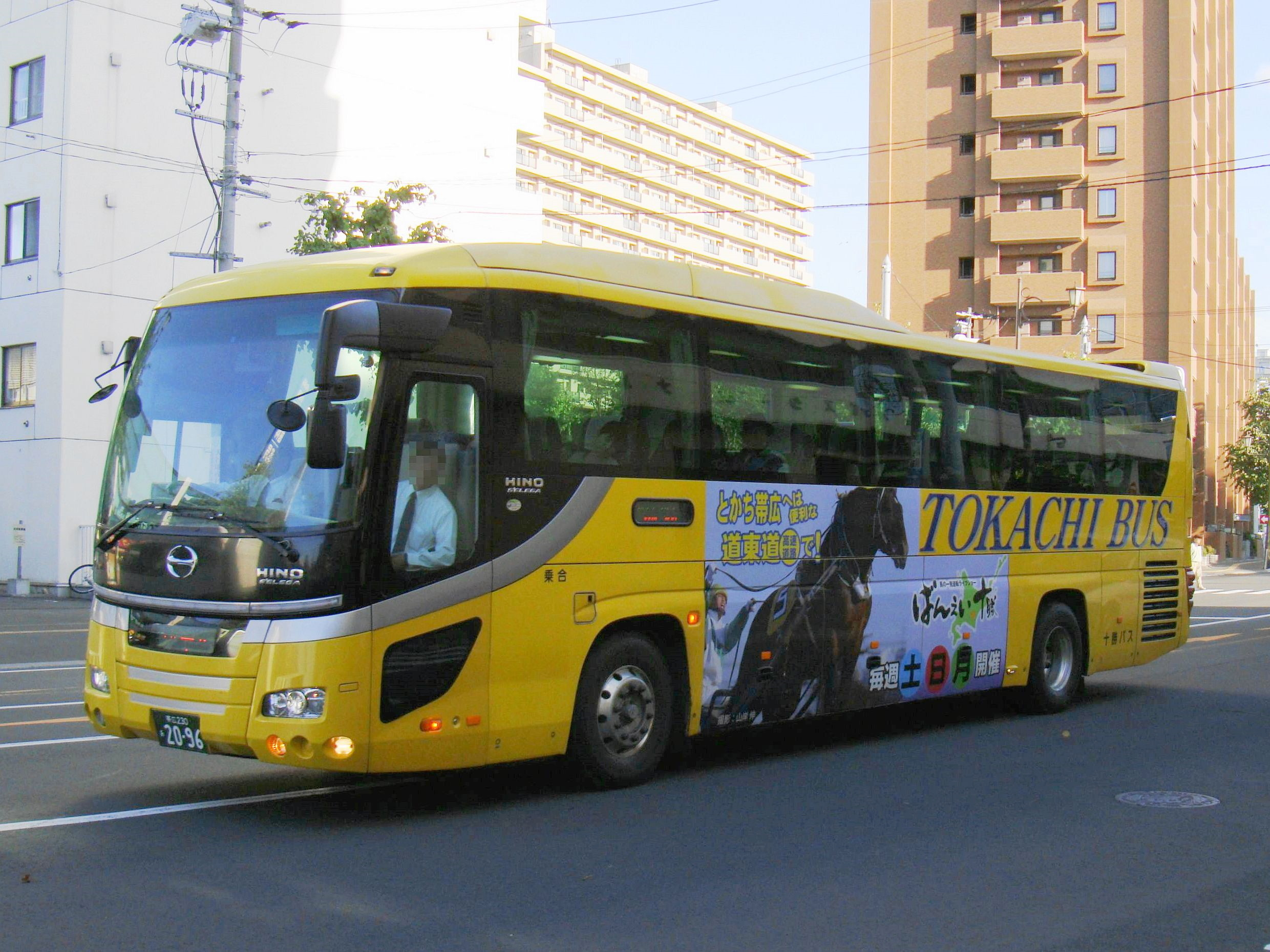
大谷地駅付近にて

- 帯広駅前・（特急/直行/芽室経由/音更経由） - 中央バス札幌ターミナル・札幌駅前ターミナル（北海道中央バス、北都交通、ジェイ・アール北海道バス、北海道拓殖バスとの共同運行）

1989年（平成元年）8月11日より繁忙期の臨時帰省バスとして各社1往復ずつを担当する5往復で運行を開始。1990年（平成2年）3月9日より「ポテトライナー」として通年運行が開始された。1995年（平成7年）12月1日に大谷地ターミナル、1997年（平成9年）9月1日に清水と芽室を新設し1往復を十勝川温泉まで延長。2002年（平成14年）12月1日には発車オ〜ライネットによるインターネット予約開始し御影を新設。2005年（平成17年）4月1日より音更経由（音更大通11丁目、木野大通16丁目、木野農協前）2往復を新設し、芽室経由は4往復とし臨時便を廃止。2009年（平成21年）12月23日から音更経由を1往復増回。2011年（平成23年）10月30日の道東自動車道全通による改正で直行便を含む3往復を増回し計10往復、所要時間が約20分短縮となった。2017年（平成29年）4月1日に十勝川温泉発着便を廃止。2018年（平成30年）6月2日より土日祝限定の特急便（途中無停車）を2往復新設した。
直行便は往復とも札幌ターミナル発着で、札幌行に札幌駅前降車停留所を設定。帯広市内は十勝バス本社に停車しパークアンドライドを設定する。帯広行は路線開設以来札幌ターミナル始発で、札幌駅前ターミナルおよび札幌駅前は札幌行の降車のみ扱っていたが、2016年（平成28年）4月1日より経由便、直行便とも札幌駅前ターミナルで帯広行の乗車扱いを開始した。
2022年（令和4年）4月1日のダイヤ改正で特急便を廃止。道の駅おとふけへの乗り入れ開始。芽室経由を2往復減便。直行便を帯広競馬場経由に経路変更し2往復増便した。
運行を開始するにあたり北海道中央バスが共同運行事業者を募ったところ、他4社が名乗りを上げた。1路線5社での運行は極めて異例であり北海道運輸局の指導で調整が図られたが不調に終わり、結局5社揃って認可された経緯がある。
帯広と札幌の間は200キロ程度の距離であるが、帰省バス当時から夜行便が設定されていた。1991年（平成3年）9月20日の国道274号日勝峠ルートへの変更に伴う改正で定期運行を廃止し、2000年（平成12年）夏期まで繁忙期臨時便として運行されていた。

#### ノースライナー（帯広 - 旭川）
- 帯広駅前 - 狩勝峠/三国峠 - 旭川駅前（道北バス、北海道拓殖バスと共同運行）

#### とかち帯広空港連絡バス

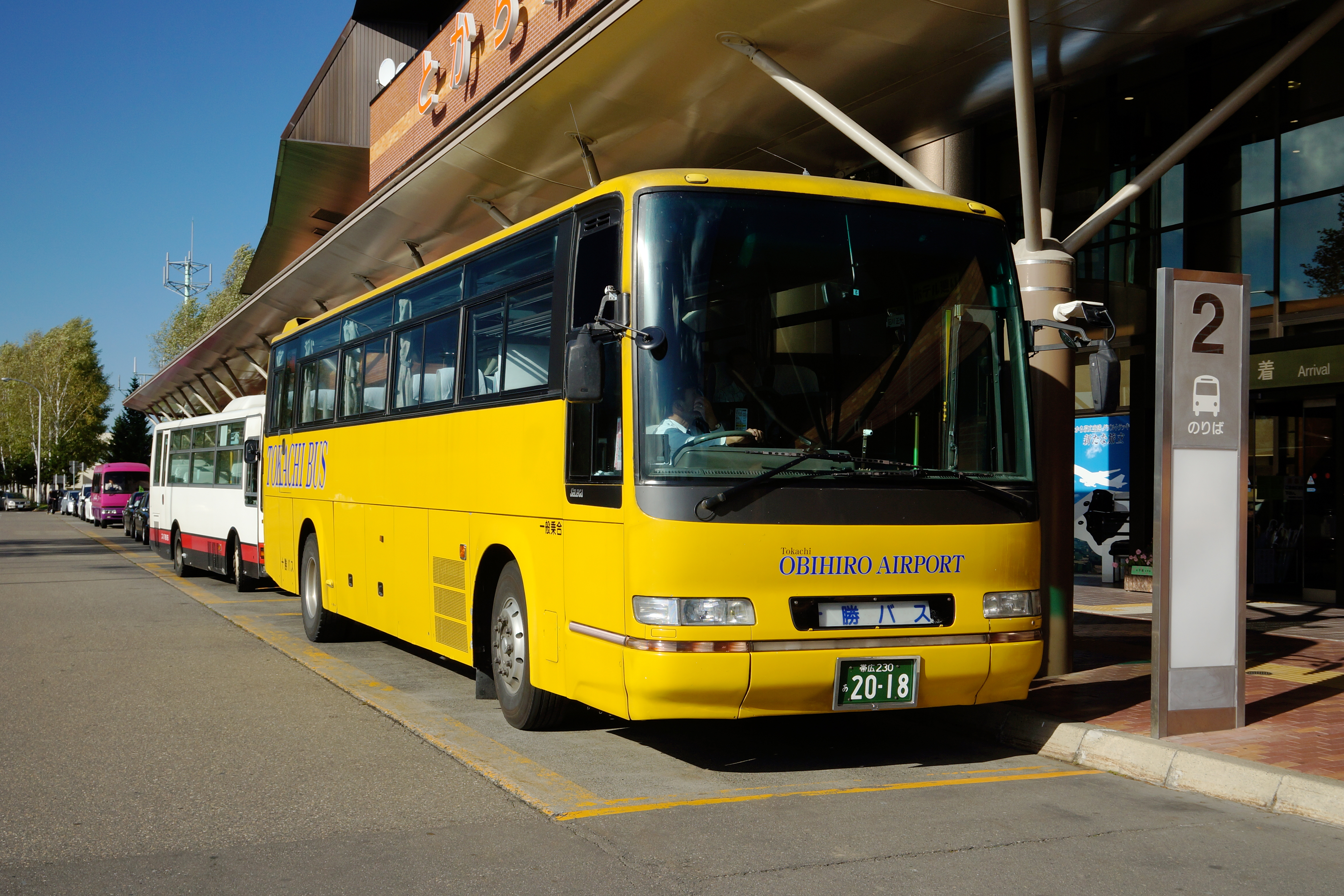
とかち帯広空港連絡バス

- 本社・帯広競馬場・帯広駅前・幸福駅 - とかち帯広空港

#### 音更・帯広市内ホテル - 帯広空港
- 道の駅おとふけ - 木野農協前・帯広市内主要ホテル - とかち帯広空港（北海道拓殖バスと共同運行）

1997年（平成9年）7月1日開設。2009年（平成21年）4月1日運行経路変更。2022年（令和4年）4月1日より一部経路変更の上で道の駅おとふけ発着に延伸したが、十勝バス運行便は従来通り市内ホテル - 空港間の運行となる。十勝バスが単独運行する#とかち帯広空港連絡バス（十勝バス本社・帯広駅 - 帯広空港）とは別路線で、乗車券の共通扱い等は行わない。

### 一般路線バス
2024年（令和6年）4月1日現在。

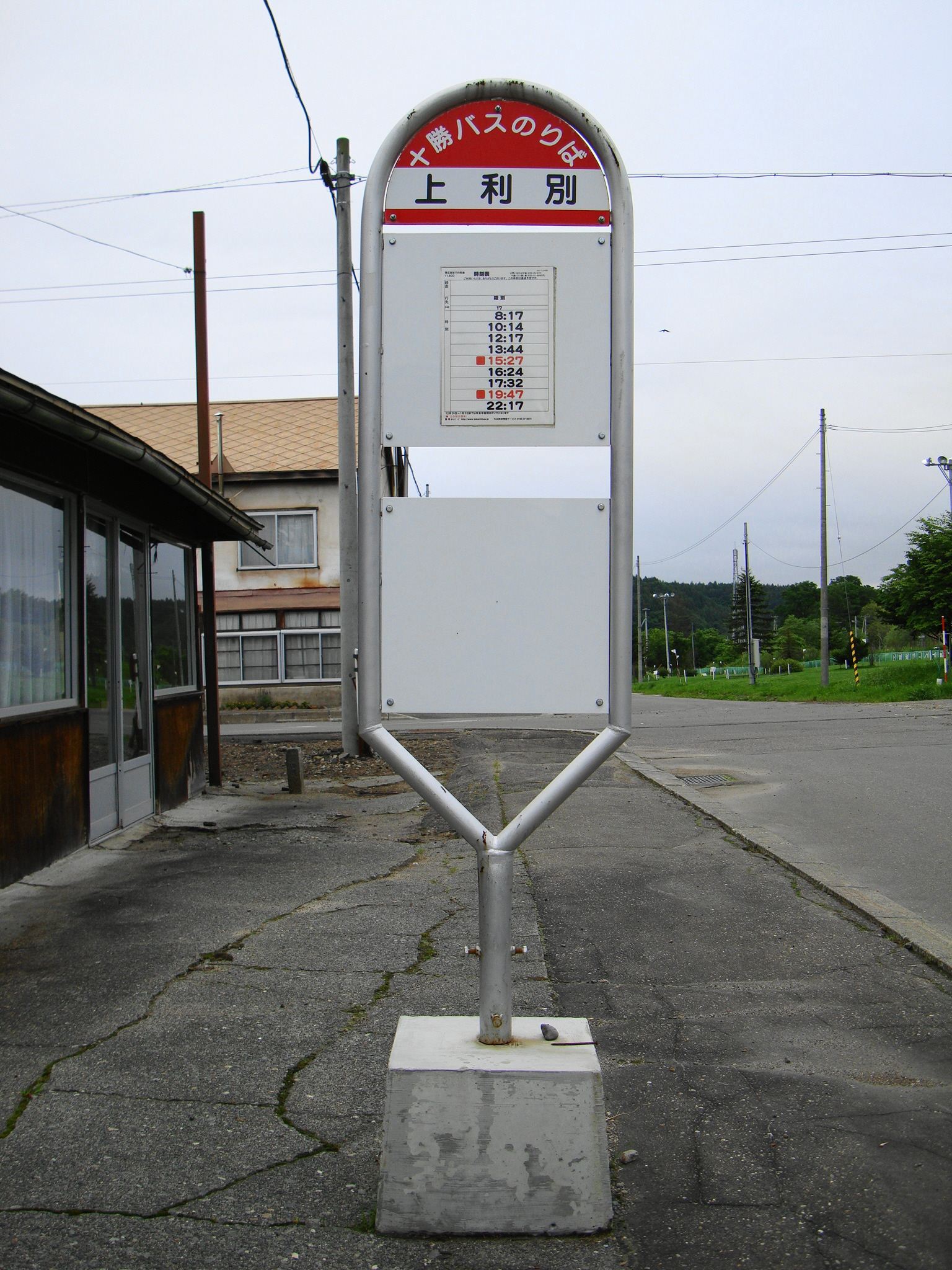
停留所一例

2015年（平成27年）11月15日のダイヤ改正よりわかりやすい行先表示とするため、表示の変更や系統番号の新設・細分化が行われた。

#### 循環線
- 1・2：本社 - 西帯広郵便局 - 三条高校・開成病院前 - 厚生病院前 - 帯広競馬場前 - 帯広駅前 - 光南校前 - 四中前 - イトーヨーカドー前 - 看護学院前 - 工業高校前 - 大通34丁目 - 帯広駅前 - 帯広市役所前 - 東13条

1は本社→工業高校→東13条、2は東13条→工業高校→本社。
1-1：本社 - 工業高校 - 帯広記念病院前は2021年（令和3年）7月1日のダイヤ改正で廃止。

#### 南商線、南商・あかしや線、柏葉高・総合振興局線
- 3・21：本社 - 西帯広郵便局 - 三条高校・開成病院前 - 帯西幼稚園/西23条4丁目 - 南商業高校前 - 春駒通19条 - 五中前 - 緑ケ丘小学校前 - イオン帯広店前 - 長崎屋前 - 帯広駅前 - 協会病院前 - 札内7号 - あかしや団地 - 幕別温泉
- 3-1：本社 - （上記経路） - 帯広駅前→東2条11丁目→柏葉高校前→帯広神社前→西2条8丁目→帯広駅前

3 南商線は本社 - 帯西幼稚園 - 帯広駅前、3-1 南商・柏葉高・総合振興局線は本社 - 帯西幼稚園 - 帯広駅前 - 柏葉高校 - 帯広駅前、21は本社 - 西23条4丁目 - 帯広駅前 - 幕別温泉。
21の幕別温泉発便は一部区間がデマンド運行となる。
3-1は2015年（平成27年）11月15日より系統番号を5から変更。帯広駅前→柏葉高校→帯広駅前間は上下便とも同一方向運行。

#### 東8条線
- 6：長崎屋前 - 帯広郵便局・旧藤丸前 - 帯広駅前 - 協会病院前 - 翔陽中学校前 - 柏小学校前 - 保健福祉センター前 - 光南福祉センター前 - イオン帯広店前

旧・JR北海道バス路線。

#### 水光線
- 7：帯広駅前 - 帯広市役所前 - 総合振興局前 - 大川町 - 東10条2丁目 - 東13条

#### 帯広・陸別線、幕別線

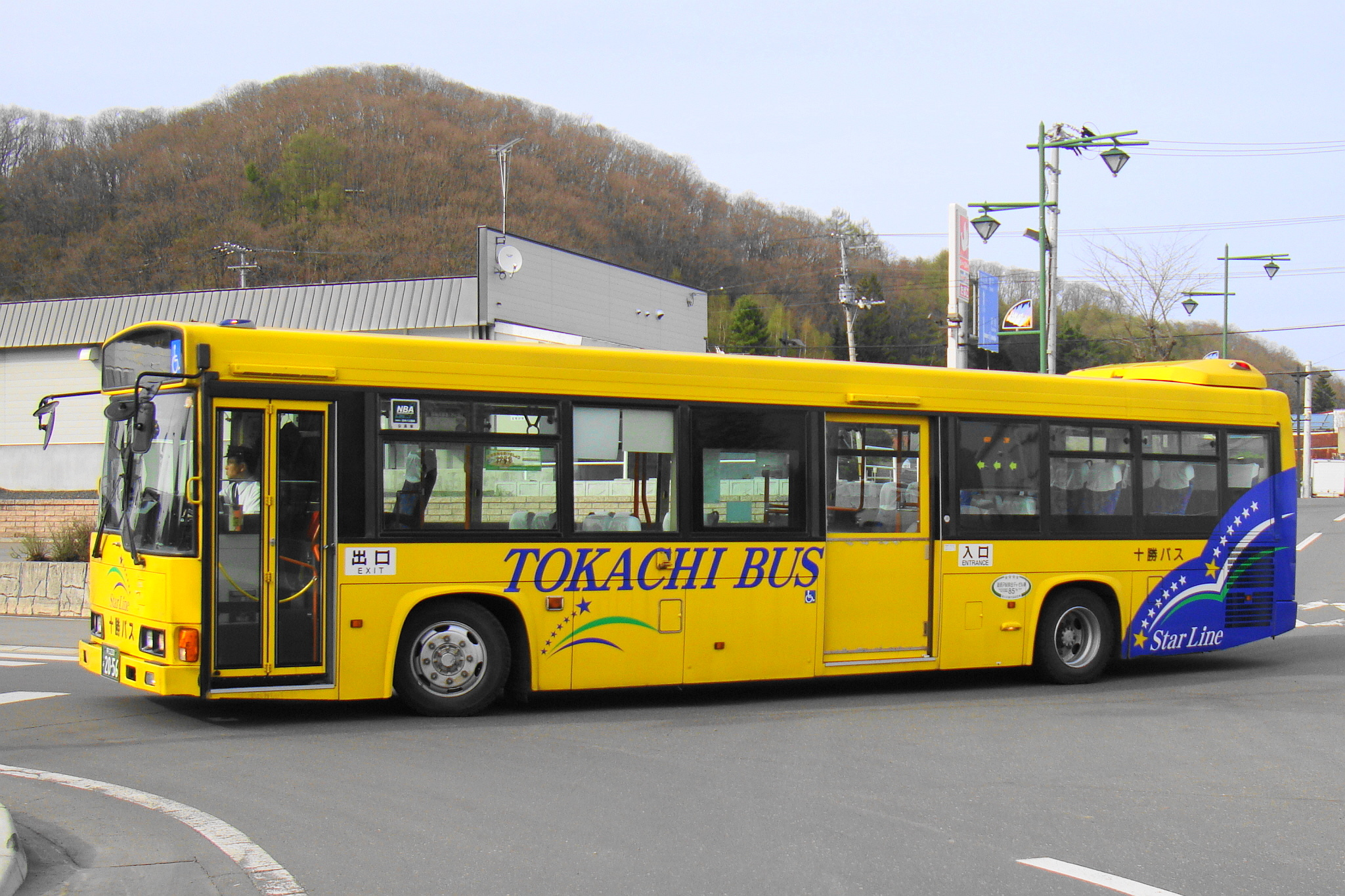
帯広・陸別線「Star Line」塗装

- 17：本社南口 - 養護学校前 - （つつじが丘小学校前 - ）三条高校・開成病院前 - 厚生病院前 - 帯広競馬場前 - 帯広駅前 - 札内橋 - 札内 - 幕別考古館前 - 幕別駅前 - 利別 - 池田役場前 - 池田駅前 - 高島 - 岡女堂本家前 - 本別 - 仙美里 - 足寄南6条 - 足寄 - 足寄土木現業所 - 上利別 - 大誉地 - 陸別
- 10：本社南口 - （17と同経路、つつじが丘小学校前経由せず） - 幕別駅前 - 中札内高等養護学校幕別分校前（旧・幕別高校前） - 東緑町団地

17 帯広・陸別線はふるさと銀河線廃止によるバス転換路線。15 足寄線（帯広 - 足寄駅前）と80 下愛冠団地線（足寄営業所 - 足寄駅前 - 足寄土木現業所）を統合し陸別まで延長。足寄 - 上利別間は1979年（昭和54年）5月28日、上利別 - 陸別間は同年2月1日を許可日として廃止されており、およそ27年ぶりの足寄 - 陸別間再開となった。

#### 芽室線
- 31：帯広駅前 - 帯広競馬場前 - 厚生病院前 - 三条高校・開成病院前 - 共愛東 - 芽室高校前 - 公立芽室病院入口 - 芽室駅前 - 芽室緑町西 - 芽室総合体育館前 - 公立芽室病院前 - 芽室駅前

旧路線名は31 芽室南線。2009年4月に国道経由の30 芽室線を統合し、芽室市街地の経路を変更。国道経由はスクール便を途中乗降可能とすることで代替。

#### 清水帯広線
- 32：十勝清水駅前 - 羽帯 - 御影駅前 - 芽室駅前・三条高校開成病院前・厚生病院前・帯広駅前

2018年（平成30年）4月1日（土曜休日運休のため実際は4月2日）運行開始。従来から運行されている清水高校スクール線（帯広・芽室 - 清水高校）の回送を利用。芽室町内・帯広市内は帯広行は降車のみ、清水行は乗車のみとなる。清水町内相互間の利用は清水町コミュニティバスに倣い100円となる。
2016年（平成28年）の平成28年台風第10号によるJR根室本線長期運転見合わせ時には、清水帯広線と同区間で「清水町民災害支援無料バス」を運行した経緯がある。

#### 新町線
- 36：本社南口 - 西帯広団地 - 柏西台橋 - 柏林台北町5丁目 - 帯広小学校前 - 帯広駅前

#### 新緑通線、音更線
- 41・41-1：本社 - 西帯広郵便局 - 三条高校・開成病院前 - 新緑通公住前 - 大谷高校 - 長崎屋前 - 帯広駅前 - 木野農協前 - 柳町団地 - 音更役場前 - 音更大通1丁目 - 音更桜ヶ丘

41 音更線は本社 - 帯広駅前 - 音更桜ヶ丘、41-1 新緑通線は本社 - 帯広駅前。

#### 十勝川温泉線
- 45・45-1：（本社←）帯広駅前 - 木野農協前 - 宝来 - 下士幌 - 十勝川温泉主要ホテル - エコロジーパーク

一部区間はデマンド運行。45-1は通学時間帯に設定される十勝川温泉発本社行で、帯広駅前→本社は41と同経路。
帯広 - 十勝川温泉 - 千代田堰堤 - 池田駅も設定されていた。催事時等には帯広駅 - 十勝川温泉 - 池田ワイン城の臨時バスを運行する場合がある。

#### 上士幌線、ぬかびら線
- 49・51：本社 - 西21条局前 - 栄通3丁目 - 大谷高校 - 長崎屋前 - 帯広駅前 - 木野農協前 - よつ葉乳業前 - 音更役場前 - 福平 - 中士幌待合所 - 士幌22号（道の駅ピア21しほろ） - 士幌 - 士幌待合所 - 上士幌高校 - 十勝バス上士幌営業所 - 上士幌 - （上士幌交通ターミナル→拓殖バス上士幌営業所→道の駅かみしほろ→しんくみ上士幌支店（→上士幌交通ターミナル）） - 萩ヶ岡 - 清水谷 - ぬかびら源泉郷営業所 - ぬかびら源泉郷スキー場

49 上士幌線は本社 - 上士幌交通ターミナル、51 ぬかびら線は本社 - ぬかびら源泉郷。2020年（令和2年）5月21日より上士幌交通ターミナル周辺の経路が一方通行化され、上士幌行・ぬかびら行は循環し上士幌交通ターミナル終着・停車、帯広行は上士幌交通ターミナル始発・停車からしんくみ上士幌支店を経て上士幌へ向かう
士幌線バス代行路線で、帯広 - 上士幌間では北海道拓殖バス上士幌線・音上線と共通定期券を取り扱う。

#### 広尾線
- 60：帯広駅前 - 長崎屋前 - 明星校前 - 四中前 - イトーヨーカドー前 - 工業高校正門前 - 愛国 - 大正本町 - 幸福 - 中札内 - 道の駅なかさつない - 中札内美術村 - 更別農業高校 - 更別 - 忠類 - 大樹コスモール - 豊似 - 野塚 - 広尾高校前 - 広尾 - 広尾小学校前 - 広尾役場前 - 広尾営業所

広尾線バス代行路線。中札内 - 大樹間は現行の更別経由のほか上札内経由も運行していた。帯広 - 大樹などの区間便も運行していた。

#### 大正小学校線、大空団地線
- 70・70ｰ1：本社 - 国道西20条 - 国道西17条 - 西11条1丁目 - 帯広駅前 - 長崎屋前 - イオン帯広店前 - 四中前 - 動物園前 - 稲田 - 緑陽高校前 - 大空団地入口（→大空2丁目→大空7丁目→大空10丁目→大空団地入口）
- 72：本社 - 西帯広郵便局 - 三条高校・開成病院前 - 厚生病院前 - 帯広競馬場前 - 帯広駅前 - イオン帯広店前 - 四中前 - イトーヨーカドー前 - 稲田 - 緑陽高校前 - 大空団地入口（→大空2丁目→大空7丁目→大空10丁目→大空団地入口）
- 61：本社→（70と同経路）→四中前→イトーヨーカドー前→看護学院前→北愛国交流広場前→愛国小学校前→愛国→大正本町→大正小学校前

61 大正小学校線は学校登校日の本社発のみ運行。大空団地線は、70（国道38号経由）は本社→大空団地→本社、70-1は大空団地→帯広駅前止まり。72（白樺通経由）は長崎屋前・動物園を経由しない。

#### 自衛隊・稲田線
- 73：帯広駅前 - 長崎屋前 - イオン帯広店前 - グリーンパーク - 四中前 - 公南弥生トンネル - 自衛隊前 - 農業高校正門北 - 看護学院前 - イトーヨーカドー前

元・JR北海道バス路線。
79 畜大線（帯広駅前 - 73と同経路 - 農業高校正門北 - 畜大前 - 畜大農場前）は2023年（令和5年）8月21日のダイヤ改正で廃止。

#### 図書館青葉線
- 14：図書館 - 本町4丁目 - 市役所前 - 仲の橋通 - もりもと本店前 - 千歳駅前 - 末広4丁目 - 千歳川河川事務所（→千歳水族館入口→青葉中学校→千歳川河川事務所）

図書館から千歳川河川事務所を経て、括弧内を循環し、千歳川河川事務所から図書館へ戻る循環線。
千歳相互観光バスの路線撤退により、2024年（令和6年）4月1日運行開始。

#### スクールバス

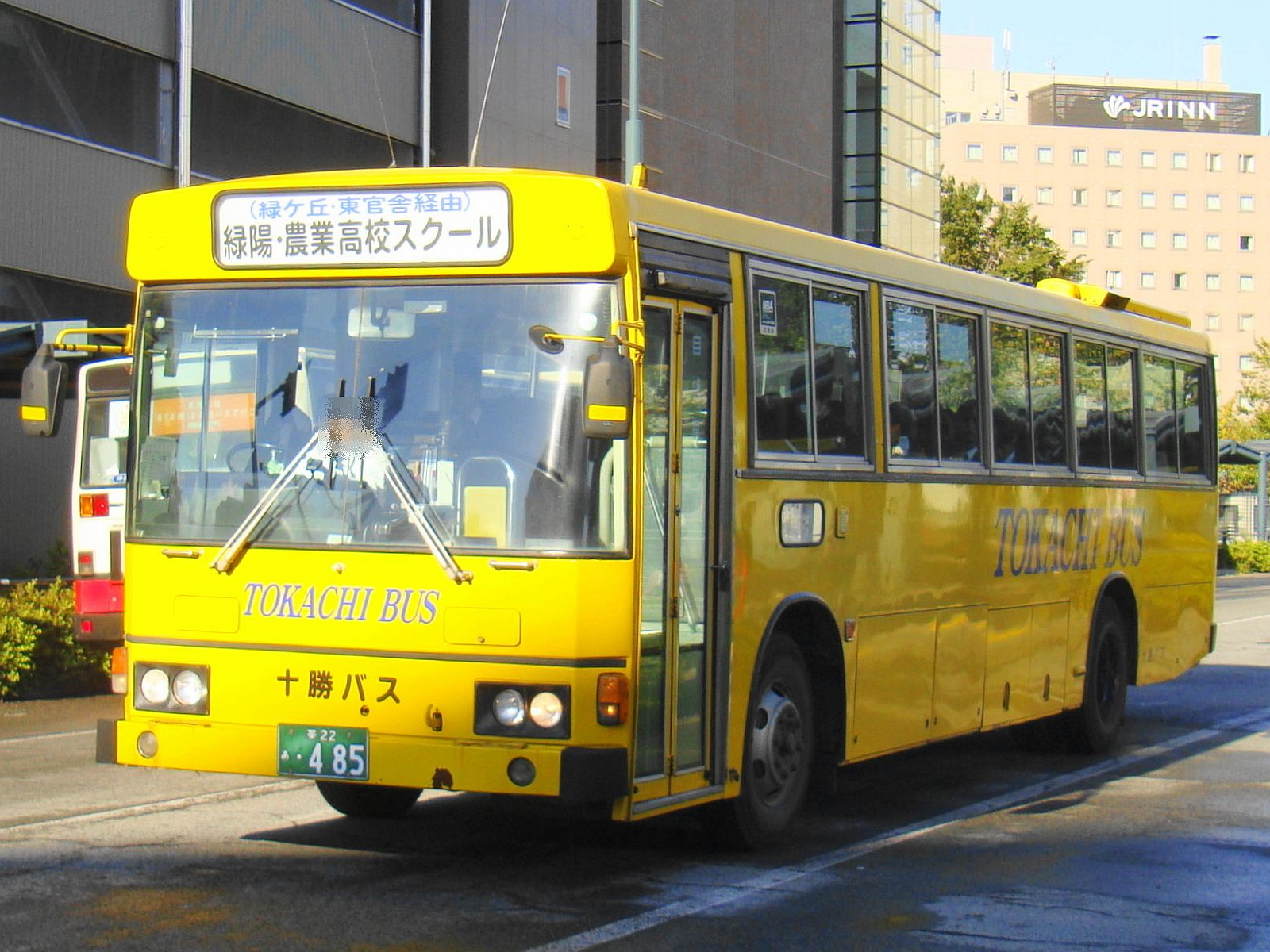
スクールバス一例

一般路線の直通系統がない経路を中心に、学校登校日の通学時間帯に合わせたスクールバスが運行される。一般客も利用できるが、一部路線を除き学校最寄以外の停留所間での利用はできない。
路線詳細は 公式サイト「スクールバスのご案内」 を参照。

#### コミュニティバス（受託）
運行主体は自治体であるが、実際の運行などは委託を受けた十勝バスが行う路線。コミュニティバスを参照。
音更町コミュニティバス「しらかば号」
- 本町コース・木野コースの2路線、1日3便を元日を除き、毎日運行[35]。

幕別町コミュニティバス
- 幕別市街地の「まくバス」と、札内市街地の「さつバス」を運行。十勝バス一般路線との乗り継ぎに割引が適用される[36]。

### 主な廃止路線
かつては浦幌町、豊頃町、芽室町、足寄町などの町内路線や帯広とを結ぶ長距離路線が運行されていたが、過疎化等の影響で大半で廃止や路線短縮などが行われている。
新得線
- 32：帯広 - 芽室駅前 - 御影 - 羽帯 - 清水開発前 - 新得駅前 - 北生団地（新得営業所）

阿寒湖線
- 52：帯広 - 十勝川温泉 - 池田駅前 - 足寄駅前 - 登山口 - 阿寒湖畔

1988年（昭和63年）をもって休止。
オンネトー線
- 阿寒湖畔 - 登山口 - 雌阿寒温泉 - オンネトー

1985年（昭和60年）6月27日廃止許可。阿寒バスが引き継いだが運行されていない。
日勝線（日勝スカイライン）
- 帯広 - 十勝清水駅前 - 日勝峠展望台 - 日高町駅前

1992年（平成4年）1月廃止許可。
大空団地線
- 7・8：東8条 - 帯広駅前 - 春駒通り（西12条・南商業高校） - 白樺学園前 - 大空団地（JR北海道バス廃止代替路線）

北見帯広線
- 帯広・幕別・本別・足寄 - 陸別 - 置戸・訓子府・北見（北海道拓殖バス、北海道北見バスと共同運行）

2005年度夏期の運行をもって北海道拓殖バスが撤退し2社で運行されたが、ふるさと銀河線代替バス運行開始に伴い廃止されている。
| 特急すずらん号 右:旧塗装 |  | 特急すずらん号 右:旧塗装 |
| 特急すずらん号 右:旧塗装 |  |                          |

浦幌線
- 16：帯広営業所 - 幕別 - 浦幌営業所

2007年4月1日廃止、特急すずらん号および10系統に振り替え。
特急すずらん号
- 帯広・幕別 - 浦幌 - 音別 - 白糠・大楽毛・釧路（くしろバスと共同運行）

1989年（平成元年）11月24日運行開始。2007年4月1日の浦幌線廃止に伴い、幕別 - 浦幌間で停留所を増設するとともに、釧路方面とのみ利用可能であった乗降制限を解除。2010年（平成22年）12月6日の浦幌町議会にて路線廃止予定であることが明らかになり、2011年（平成23年）4月1日に廃止されている。
留真線
- 80：本別町立病院前 - 本別 - 上浦幌中学校前 - 活平 - 瀬多来入口 - 留真

2011年（平成23年）7月1日廃止。本別浦幌生活維持路線（乗合タクシー）が代替。
浦幌 - 常室 - 留真間は1987年（昭和62年）4月23日廃止許可。浦幌 - 留真 - 留真温泉間（留真温泉線）は1985年（昭和60年）12月7日廃止許可。
学園通線、環状線
- 27・28・29：本社 - 西帯広 - 国道西17条 - 大通1丁目 - 協会病院前 - 帯広駅前 - グリーンパーク - イトーヨーカドー入口（イトーヨーカドー前） - 農業高校前 - 緑陽高校前 - 大空5丁目 - 帯広の森 - 白樺学園 - 三条高校・開成病院前 - 養護学校前 - 本社

27 学園通線は本社→農業高校まで29 養護学校先回りと同経路（一部経由せず）でイトーヨーカドー前が終点。2021年（令和4年）7月1日廃止。
28・29 環状線は、28は西帯広先回りの環状線北廻り（かんきた）、29は養護学校先回りの環状線南廻り（かんみなみ）。2023年（令和5年）8月21日のダイヤ改正で廃止。

#### おおぞライナー
- ジャンボハイヤー車両（ハイエースまたはベルファイヤ）を使用し、大空団地内とその周辺部（帯広の森やイトーヨーカドー帯広店、メガドンキホーテ西帯広店など帯広市内南西部）をオンデマンドで結んでいた。専用のアプリまたは電話で配車を依頼できた。大空団地内はどこでも乗降可能で、その他は既存のバス停で乗降可能であった。運賃はゾーンごとに200円～500円の段階制で、十勝バスの回数券やPayPayも利用可能であった。2025年（令和7年）4月18日の運行をもって廃止。

基松線
- 帯広 - 東別府 - 基松[37]

上芽室線
- 帯広 - 芽室 - 上芽室[37]

テレビ塔線
- 帯広 - 十勝川温泉 - テレビ塔[37]

西上音更線
- 帯広 - 士幌 - 西上音更 - 上士幌[37]

昭和線
- 帯広 - 木野 - 昭和[37]

武儀線
- 帯広 - 音更 - 武儀 - 中士幌[37]

ヘルスセンター線
- 帯広 - 下士幌 - 筒井温泉[37]

柏葉線
- 帯広 - 中士幌 - 柏葉[37]

東中音更線
- 帯広 - 中士幌 - 東中音更[37]

北愛国線
- 帯広 - 愛国 - 北愛国[37]

音更八千代線
- 帯広 - 下士幌 - 音更八千代[37]

東士幌線
- 帯広 - 音更 - 東士幌[37]

吉野線
- 帯広 - 木野 - 下士幌 - 吉野[37]

八千代線
- 帯広 - 川西 - 上帯広 - 八千代[37]

長流枝線
- 帯広 - 筒井温泉 - 長流枝[37]

大正西線
- 帯広 - 川西基線 - 大正[37]

屈足線
- 帯広 - 松沢 - 熊牛 - 屈足[37]

西士狩線
- 帯広 - 鈴蘭 - 西士狩 - 芽室[37]

鹿追線（万年経由）
- 帯広 - 音更 - 万年 - 鹿追[37]

長節湖線・大津線
- 帯広 - 茂岩 - 大津 - 長節湖[29][37]

依田線
- 帯広 - 札内 - 依田 - 愛国[46][47]

グリュック線
- 帯広 - グリュック王国[48]

上帯広線
- 芽室 - 北伏古 - 上帯広[37]

上関山線
- 芽室 - 毛根 - 上関山[37]

雄馬別線
- 芽室 - 上美生 - 雄馬別[37]

伏見線
- 芽室 - 上美生 - 伏見[37]

上美生線
- 芽室 - 中美生 - 上美生[37]

上伏古線
- 芽室 - 坂の上 - 上伏古[37]

石山線
- 清水 - 石山[37]

人舞線
- 清水 - 人舞 - 屈足[37]

清鹿線
- 清水 - 熊牛 - 美蔓 - 鹿追[37]

小川線
- 茂岩 - 石神 - 小川[37]

湧洞線
- 茂岩 - 石神 - 湧洞[37]

農野牛線
- 茂岩 - 農野牛[37]

炭鉱線
- 浦幌 - 常室 - 浦幌炭山[37]

十勝太線
- 浦幌 - 吉野 - 十勝太[37]

上厚内線
- 浦幌 - 上厚内[37]

紋別線
- 広尾 - 豊似 - 紋別[37]

その他
- 然別湖 - 糠平 - 上士幌 - 阿寒湖[25]
- 北上伏古線、関山線、小紋別線、大川線、讃岐線、上豊似線、拓成線、新和線、駒畠線、上陸別線、トマム線（陸別）、螺湾線、上螺湾線、稲牛線、平和線、川上線、拓農線、帯里線、共愛団地線、野球場線、緑陽台線、浦幌高校線、療養所線、美里別線、中島橋線、古舞線、糠内線、西似平線、池田高校線、愛の国線、トマム線（占冠）[49]

### 乗車券

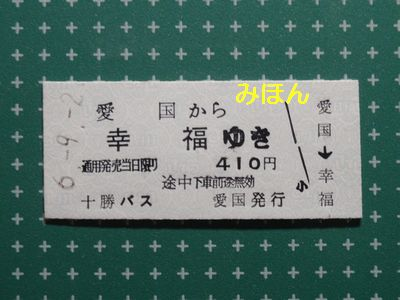
愛国から幸福ゆき硬券乗車券

各窓口では乗車券を発売する。一部窓口・区間では「愛国から幸福ゆき」の縁起切符（幸福駅#「愛の国から幸福へ」ブームを参照）など硬券乗車券も発売する。
バスカードシステムは、いわゆる交通系ICカード対応や独自のカード乗車券発行は行わないが、大空団地線、自衛隊・稲田線で「WAON」を導入する。
一般路線バス車内での運賃決済（十勝バス運行便）および窓口での乗車券等購入時の決済方法として、QRコード決済の「PayPay」、「Alipay」、JPQRのうち「d払い」、「au PAY」、「楽天ペイ」、「LINE Pay」、「ゆうちょPay」、「FamiPay」、「メルペイ」、「atone」を導入する。

## 貸切バス
貸切バス事業は、通常は帯広運輸支局管内、北見運輸支局管内、釧路運輸支局管内、札幌運輸支局管内および勇払郡での発着が認められているが、貸切バス事業者安全性評価認定制度による優良事業者に限定した営業区域の弾力的な運用による特例で、2025年（令和7年）4月1日現在北海道全域となっている。道東地区事業者10社で組織する東北海道貸切バス事業協同組合 (BUS CENTER)に加盟する。

## 車両
日野製が大半。路線バス車両は2017年（平成29年）3月31日現在で108台保有する。
1990年代には他社同様首都圏のバス事業者より中古車を多く導入した。中でも、京浜急行バスより日野・ブルーリボン「京急型ワンステップバス」の初代車両も購入している。近年では地方路線の廃止で余剰となったワンステップ車や、鉄道代替路線専用車の更新による余剰車を市内線に転用しており、モノコックボディの経年車が姿を消している。2010年度には川崎市交通局・川崎鶴見臨港バス・名古屋市交通局よりまとまった数の中古車両が導入された。
車両の使用サイクルは長く、近年までモノコックボディの車両が大半を占めていた。2010年3月には延べ30年近く使用された1981年式「いすゞ・K-CCM370型」が現役を退き、10月には1983年式の日野・ブルーリボン「K-RT225A」型がさよなら運転の後、27年間の活躍の幕を閉じた。2010年10月時点での最古参車両は1987年の国鉄広尾・士幌線廃止時の初代転換車両として導入された日野・ブルーリボン P-HU276BA型である（一部では廃車も進行）。
路線車の塗装は日野・ブルーリボンのサンプルカラーを黄色ベースにアレンジしたものが使われ（2010年秋全廃）、その後は黄色ベースに赤やオレンジの帯が入ったものに改められた。さらに2004年度頃、ノンステップ車導入を機に黄色ベースは変わらずに「TOKACHIBUS」のロゴが入ったシンプルなカラーに改められたものが現在の塗装となる。全面広告車両も存在。鉄道代替系統には独自のカラーを採用している。
ワンマン運転用機器は主にクラリオン、レシップ製が用いられる。また、1994年式以降の路線車輌を対象に、方向幕のLED化（レシップ製）を行った。

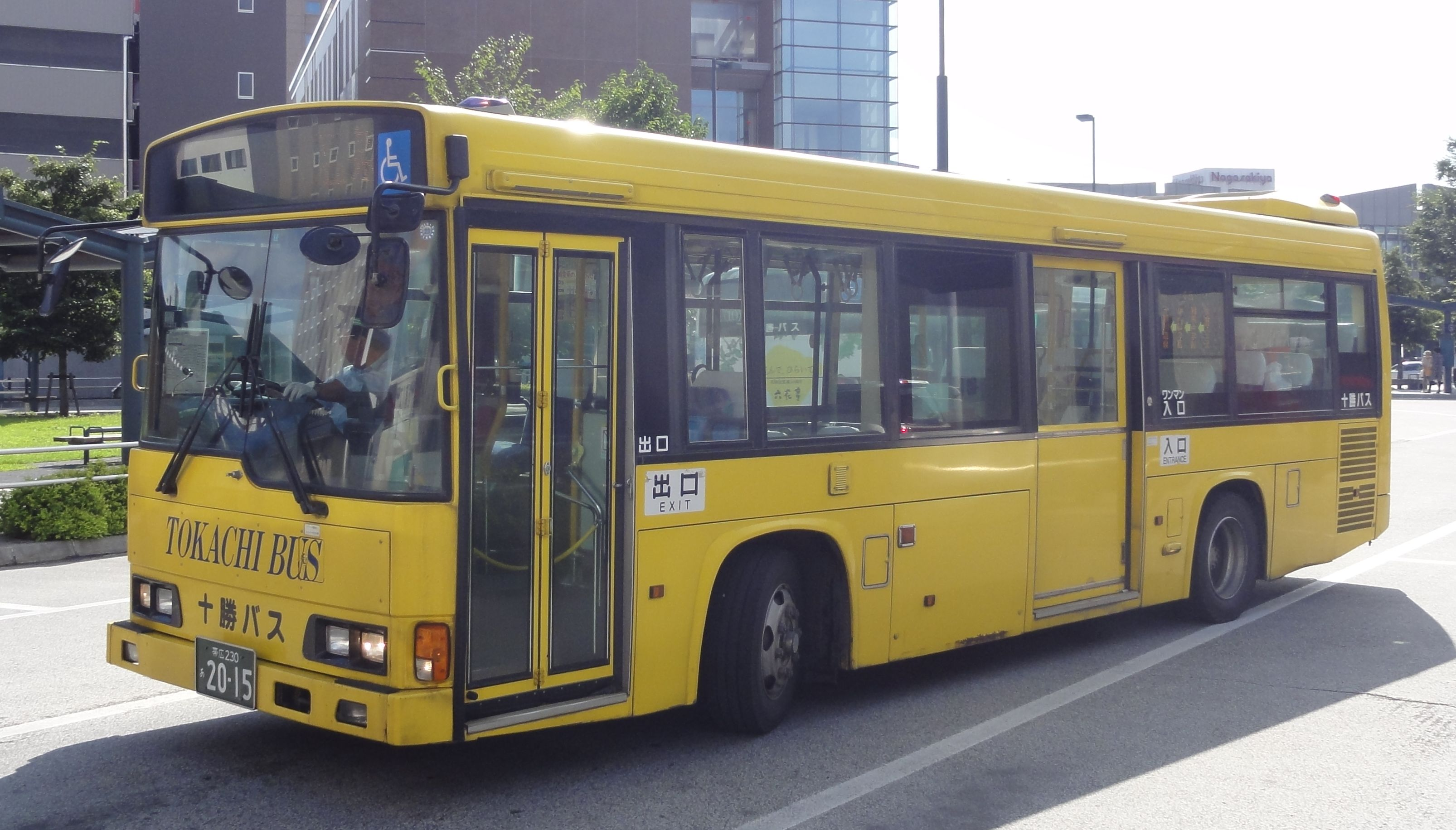
路線バス
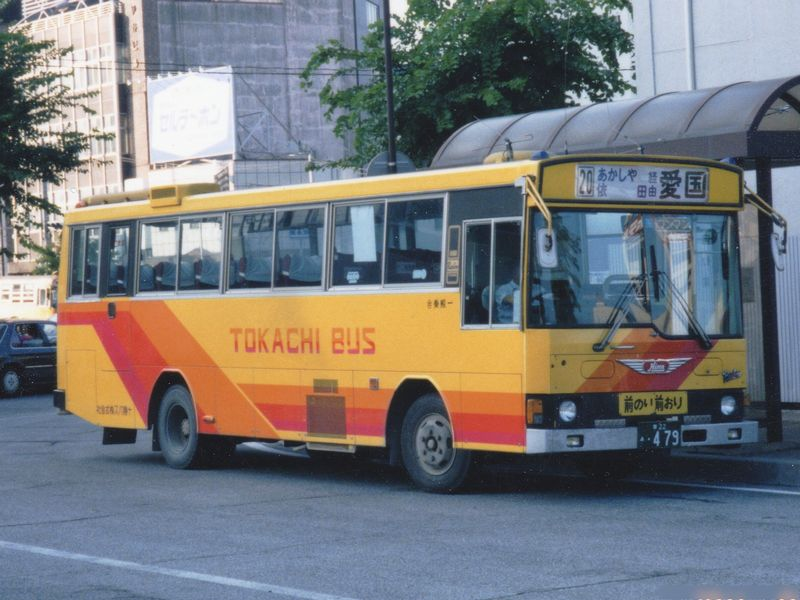
旧塗装中型車
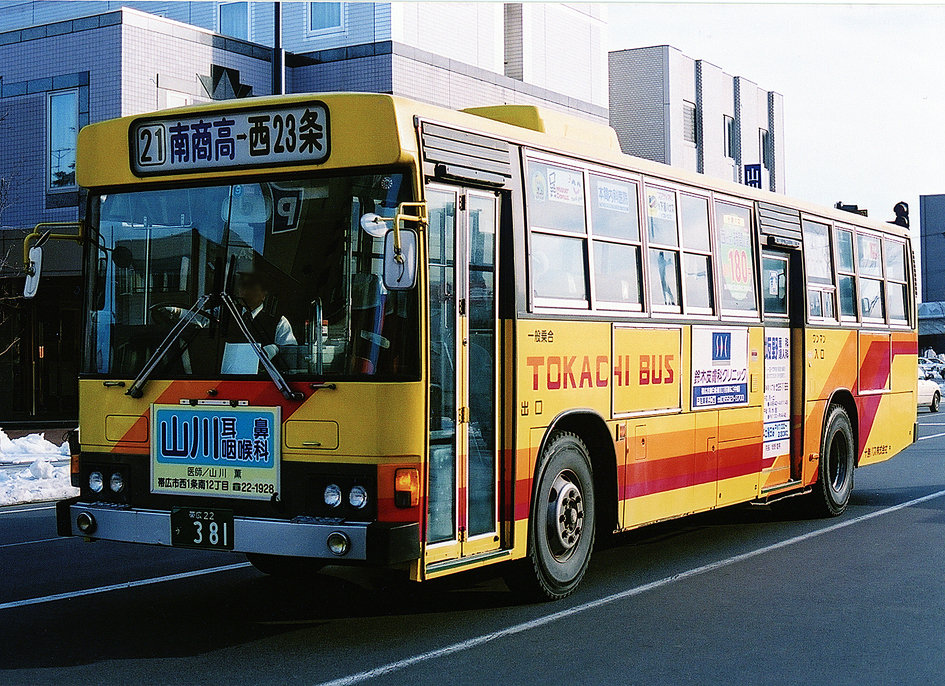
JR北海道バスからの引継車
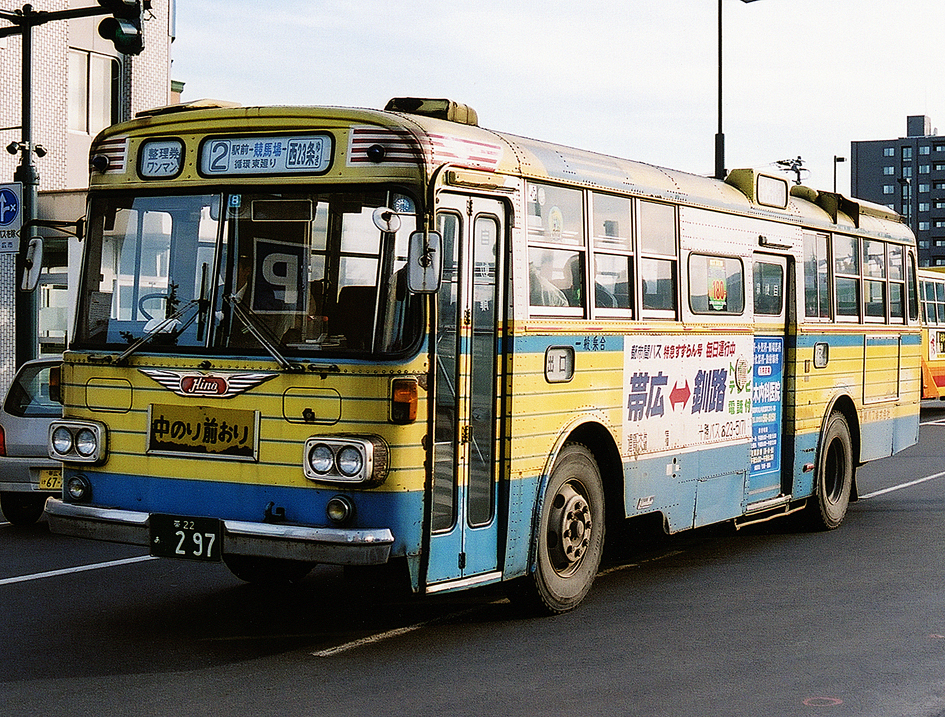
日野ブルーリボンサンプルカラーベースの旧々塗装

貸切バス車両は17台保有。塗装はハイデッカー車はBUS CENTERカラー、スーパーハイデッカー車や小型車は黄色ベースが大半を占める。

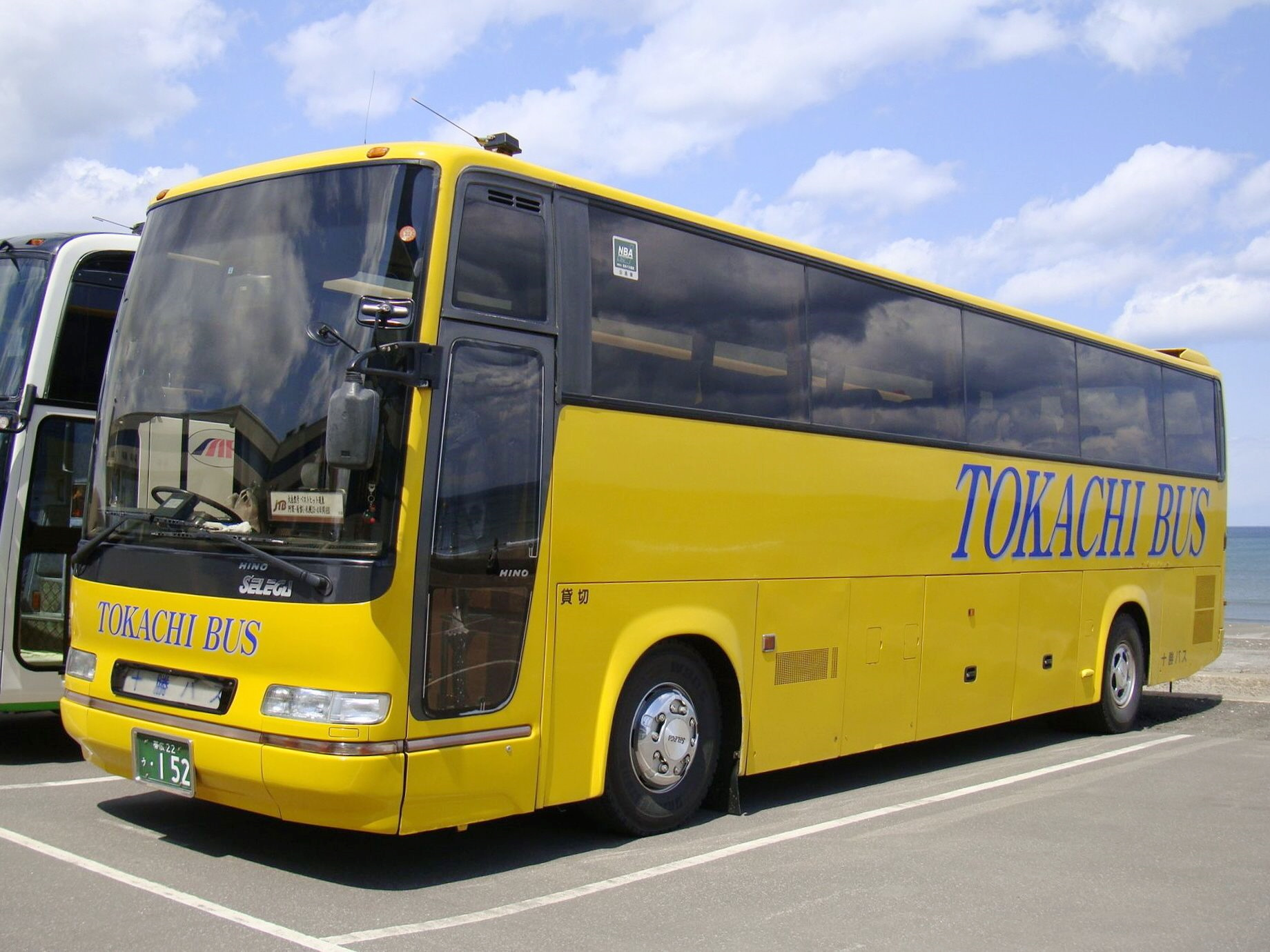
貸切車
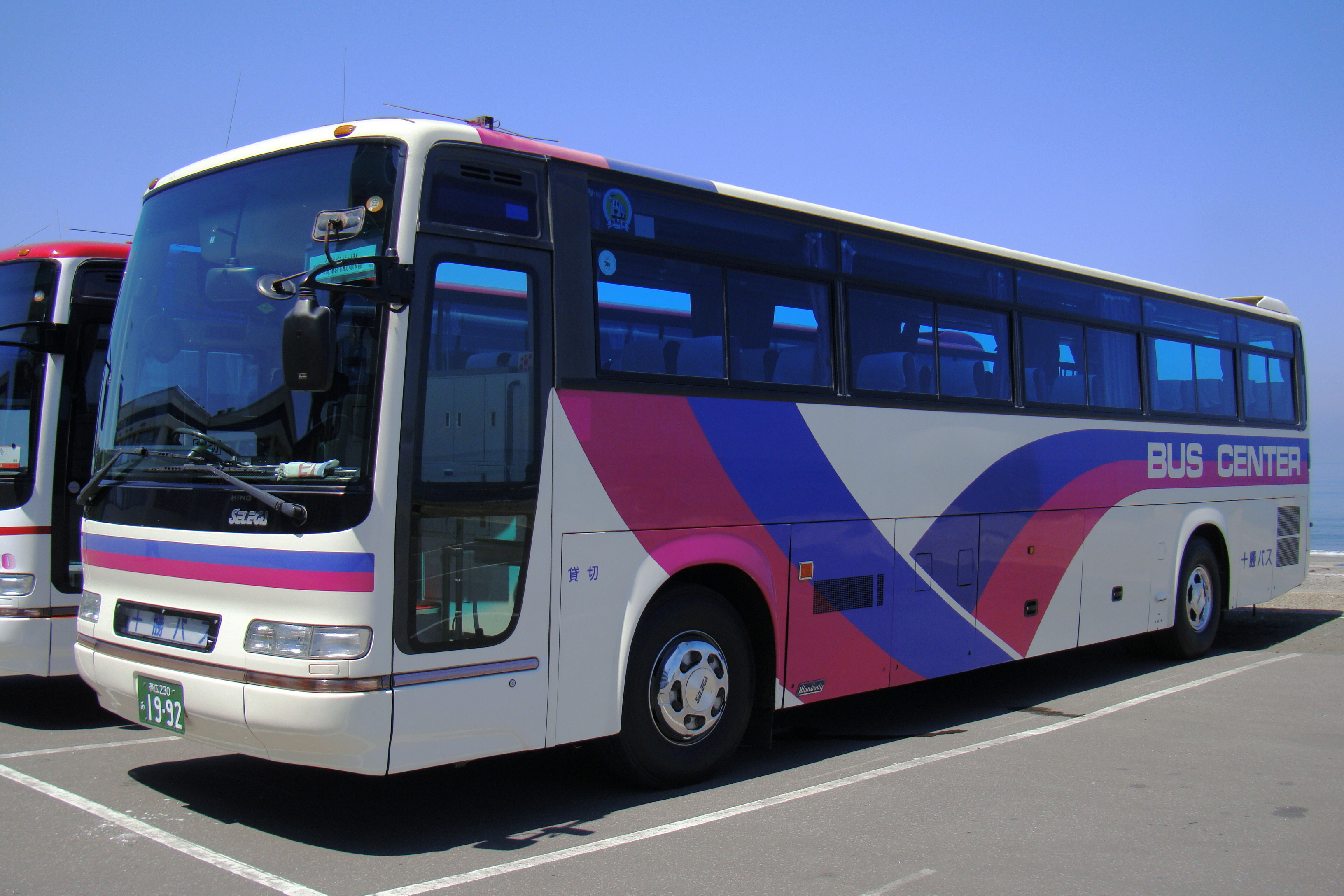
BUS CENTERカラー
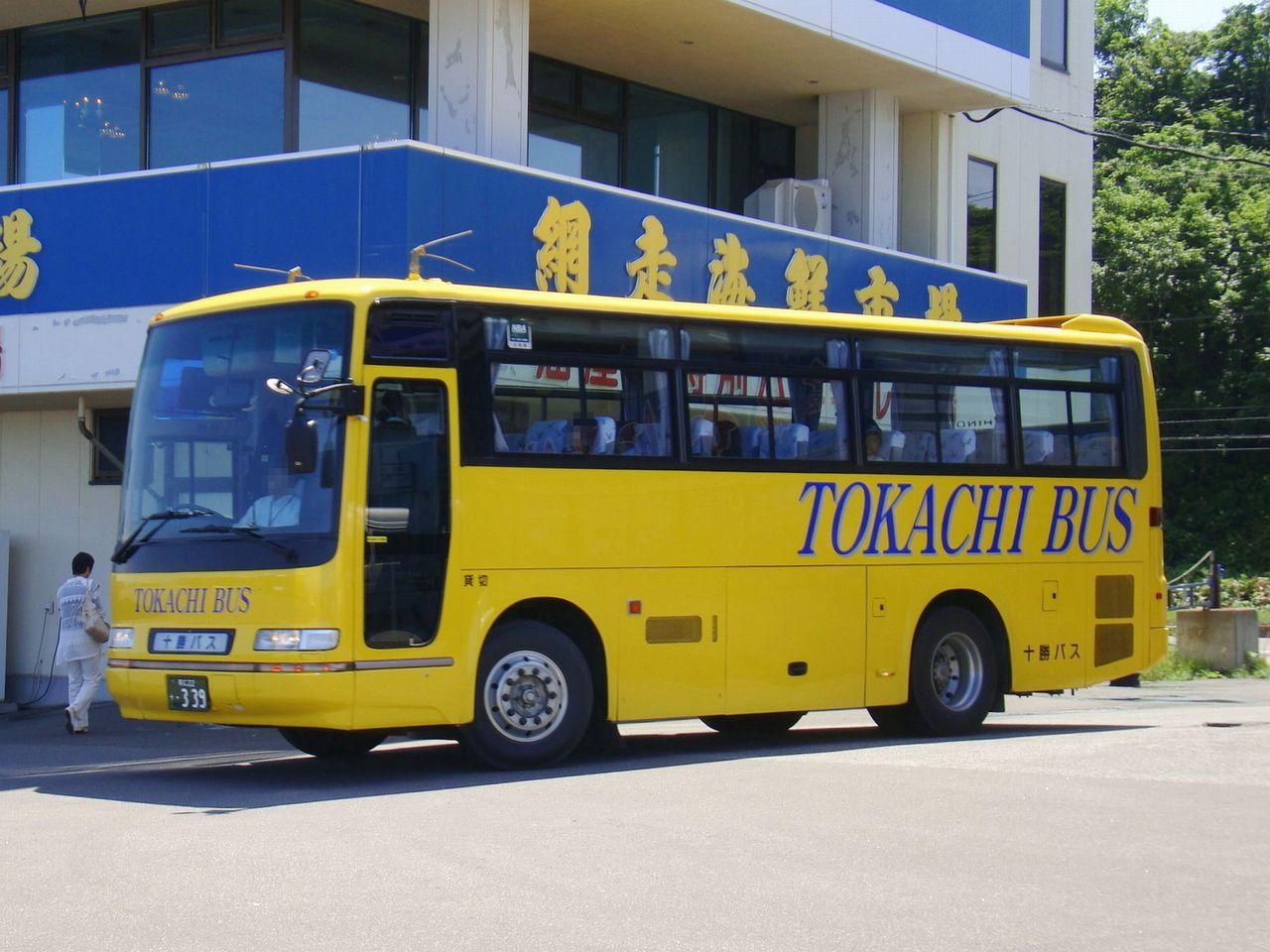
BUS CENTERカラーから黄色に変更
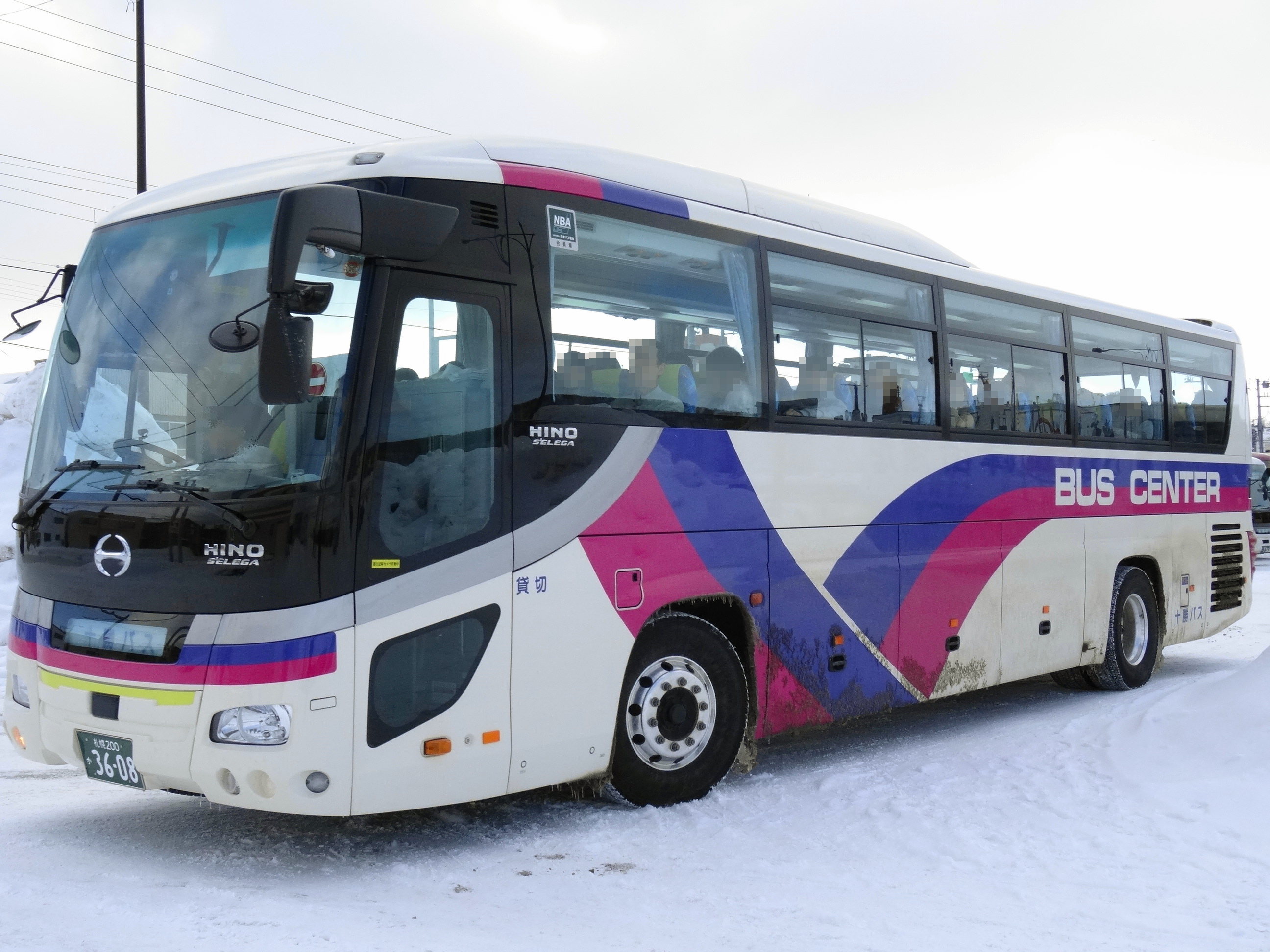
千歳営業所所属の札幌ナンバー車
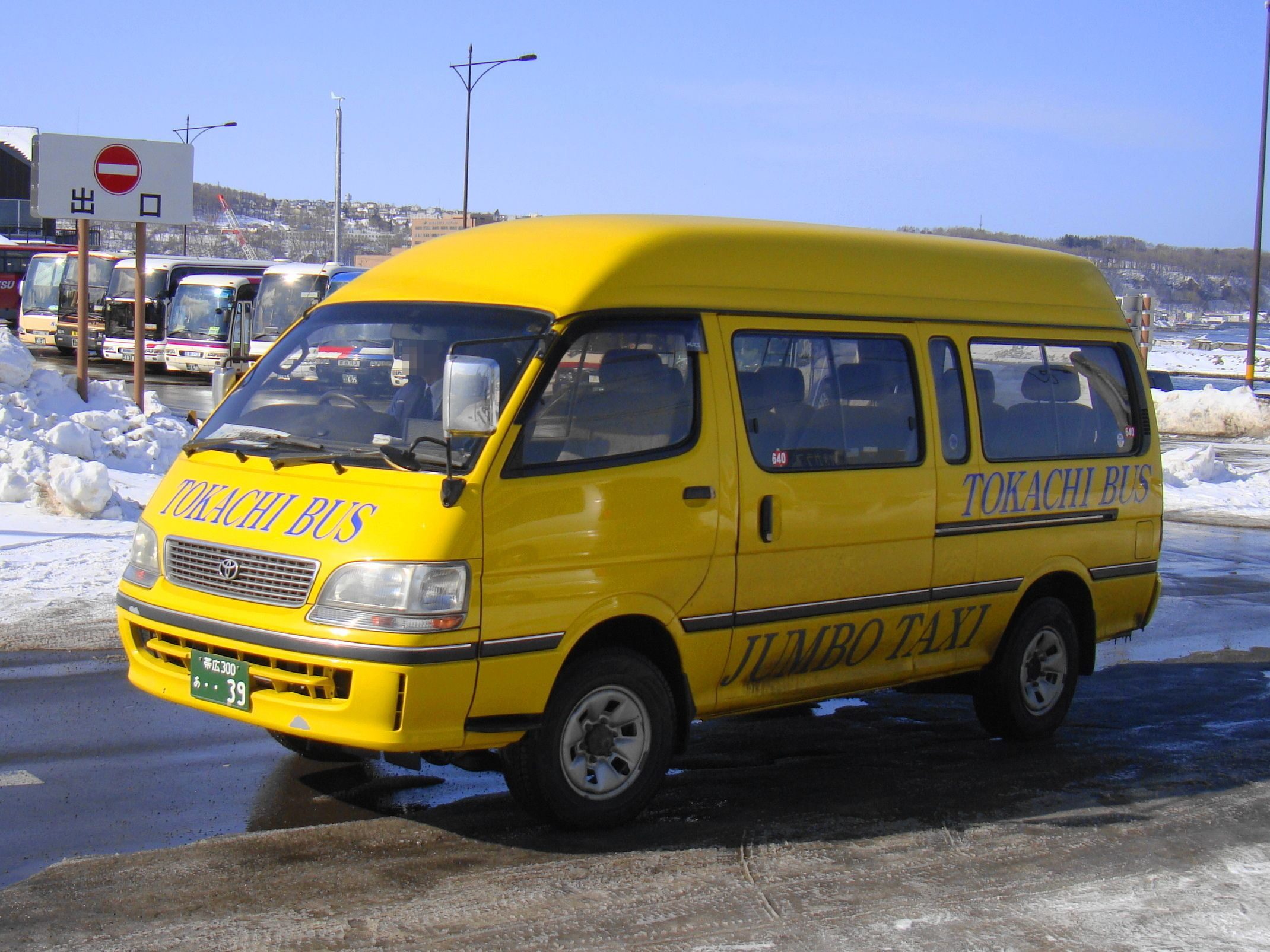
ジャンボタクシー